# Josep Maria López-Picó
Josep Maria López-Picó (1886-1959) fue un poeta español en lengua catalana.

## Biografía
Nació el 16 de octubre de 1886 en Barcelona, en la calle de les Jonqueres, hijo de Manuel López Martínez, un vendedor establecido en Sarriá y de Dolors Picó i Reig, hija de familia cardonense dedicada a la pastelería.
Gracias al antiliberal francés Charles Maurras y su Action Française, adscrito a la corriente literaria conocida como noucentisme.
Miembro de la Sociedad Económica Barcelonesa de Amigos del País, fue articulista y redactor en publicaciones como La Veu de Catalunya, La Cataluña o Empori, siendo una figura destacada de La Revista, fundada en tras el cierre de La Cataluña. En 1910 publicó Turment-froment, su primer libro de poesía y, en 1919, Les noves valors de la poesia catalana. López-Picó, que se convirtió en miembro del Instituto de Estudios Catalanes en 1933, continuaría en la posguerra desarrollando su ocupación de prolífico autor de libros de poesía. Falleció en su ciudad natal el 24 de mayo de 1959, fue enterrado en el cementerio municipal de Vallirana junto a su esposa.